# Frederick Voigt
Frederick Augustus Voigt (Londra, 9 maggio 1892 – Guildford, 8 gennaio 1957) è stato un giornalista inglese.
Inviato del The Guardian a Berlino dal 1920 al 1933, segnalò non senza preoccupazione la crescente fiducia del popolo tedesco verso il nazionalsocialismo e, su ordine dell'Inghilterra, raccolse prove della futura guerra che i Tedeschi stavano preparando.
Dal 1938 al 1946 fu direttore della rivista Nineteenth century and after.
Fu lui a presentare Krystyna Skarbek ai servizi segreti britannici.